# Cidade de refúgio
A lei de Deus, expressa no Antigo Testamento, a respeito da santidade do sangue era bem explícita. O derramamento de sangue humano poluía a terra na qual os filhos de Israel viviam, no meio da qual Deus residia, e só podia ser expiado com o sangue daquele que o derramou. Portanto, no caso de um assassino, o sangue da sua vítima era vingado e a lei de 'vida por vida' era cumprida quando o assassino, "sem falta", era morto pelo vingador do sangue. No entanto, no caso de um homicida desintencional, a lei provia cidades de refúgio, seis em número, onde o derramador acidental de sangue podia encontrar proteção e asilo contra o vingador do sangue.

## Localizações
Antes de morrer, Moisés designou três dessas cidades ao leste do rio Jordão. A primeira, Bezer, no sul do planalto do território que pertencia à tribo de Rubem, encontrava-se ao leste da extremidade setentrional do mar Morto; a segunda, Ramote, em Gileade, pertencia à tribo de Gade, e encontrava-se aproximadamente no meio da parte oriental da terra ocupada por Israel; a terceira, Golã, em Basã, estava no norte do território de Manassés. Depois de os israelitas terem cruzado para o lado oeste do rio Jordão, Josué designou mais três cidades de refúgio: Hebrom, no sul do território de Judá; Siquém, na região montanhosa central de Efraim; e, para o norte, Quedes, no território de Naftali, que mais tarde era conhecido como a região da Galileia. Todas essas cidades eram cidades levitas, e uma delas, Hebron, era cidade sacerdotal. Além disso, por terem sido postas à parte como cidades de refúgio, tinham categoria sagrada, segundo a lei israelita.

## Procedimento legal
Chegando à cidade de refúgio, o fugitivo devia expor seu caso aos anciãos junto ao portão da cidade, e devia ser recebido hospitaleiramente. Para impedir que assassinos deliberados se aproveitassem desta provisão, o fugitivo, depois de ter entrado na cidade de refúgio, tinha de ser julgado junto aos portões da cidade que tinha jurisdição sobre o lugar onde ocorreu o homicídio, para provar a sua inocência. Quando julgado inocente, era devolvido à cidade de refúgio. Todavia, sua segurança só podia ser garantida se permanecesse na cidade pelo resto da sua vida, ou até a morte do sumo sacerdote. Não se podia aceitar nenhum resgate para alterar esses termos. Nem mesmo o altar sagrado de Jeová, Deus provia proteção aos assassinos, como foi ilustrado no caso de Joabe.

## Lista das antigas cidades de refúgio
- Quedes
- Golã
- Ramote
- Siquém
- Bezer
- Hebron